# Tennis ai II Giochi olimpici giovanili estivi
Le partite di tennis dei II Giochi olimpici giovanili estivi si sono svolte tra il 17 ed il 24 agosto 2014 al Nanjing Sport Institute di Nanchino. Sono state assegnate medaglie nelle seguenti cinque specialità:
- singolare ragazzi
- singolare ragazze
- doppio ragazzi
- doppio ragazze
- doppio misto

Per la prima volta è stato introdotto il doppio misto nelle olimpiadi giovanili. Nei tornei in singolare hanno partecipato trentadue tennisti, nel doppio ragazzi e ragazze sono sedici coppie mentre nel doppio misto hanno giocato trentadue coppie. A differenza che nelle Olimpiadi, potevano partecipare nel doppio anche coppie formate da tennisti di diversa nazionalità.

## Podi

### Ragazzi
| Evento                       | Oro                               | Argento                             | Bronzo                                     |
| Singolare ragazzi (dettagli) | Kamil Majchrzak                   | Orlando Luz                         | Andrej Rublëv                              |
| Doppio ragazzi (dettagli)    | Brasile Orlando Luz Marcelo Silva | Russia Karen Chačanov Andrej Rublëv | Giappone Jumpei Yamasaki Ryotaro Matsumura |

### Ragazze
| Evento                       | Oro                                             | Argento                                      | Bronzo                                              |
| Singolare ragazze (dettagli) | Xu Shilin                                       | Iryna Šymanovič                              | Akvilė Paražinskaitė                                |
| Doppio ragazze (dettagli)    | Squadra mista Anhelina Kalinina Iryna Šymanovič | Russia Dar'ja Kasatkina Anastasija Komardina | Squadra mista Jeļena Ostapenko Akvilė Paražinskaitė |

### Misto
| Evento                  | Oro                                       | Argento                                | Bronzo                                      |
| Doppio misto (dettagli) | Squadra mista Jil Teichmann Jan Zieliński | Squadra mista Jumpei Yamasaki Ye Qiuyu | Squadra mista Kamil Majchrzak Fanny Stollár |

## Medagliere[2]
| Posizione | Paese       |   |   |   | Totale |
| --------- | ----------- | - | - | - | ------ |
| 1         | Brasile     | 1 | 1 | 0 | 2      |
| 2         | Cina        | 1 | 0 | 0 | 1      |
| 2         | Polonia     | 1 | 0 | 0 | 1      |
| 4         | Russia      | 0 | 2 | 1 | 3      |
| 5         | Bielorussia | 0 | 1 | 0 | 1      |
| 6         | Giappone    | 0 | 0 | 1 | 1      |
| 6         | Lituania    | 0 | 0 | 1 | 1      |
| Totale    | Totale      | 3 | 4 | 3 | 10     |